# جربیل بوشفلد
جربیل بوشفلد (نام علمی: Gerbilliscus leucogaster) نام یک گونه از سرده جربیل‌های پابرهنه است.